# Legalizacja
Legalizacja – zespół czynności obejmujących sprawdzenie, stwierdzenie i poświadczenie dowodem legalizacji, że przyrząd pomiarowy spełnia wymagania metrologiczne.
Legalizacja jest czynnością należącą do metrologii prawnej. Obowiązkowi legalizacji podlegają rodzaje przyrządów pomiarowych określone w Rozporządzeniu Ministra Rozwoju i Finansów z dnia 13 kwietnia 2017 r. w sprawie rodzajów przyrządów pomiarowych podlegających prawnej kontroli metrologicznej oraz zakresu tej kontroli. Przykładowo wymóg legalizacji dotyczy m.in. przyrządów służących do rozliczeń handlowych (wagi, wodomierze, odmierzacze paliw ciekłych itp.).
Szczegółowe rodzaje przyrządów pomiarowych oraz dowodów legalizacji pierwotnej, legalizacji jednostkowej i legalizacji ponownej oraz okresy ważności tych legalizacji określa Rozporządzeniu Ministra Rozwoju i Finansów z dnia 13 kwietnia 2017 r. w sprawie prawnej kontroli metrologicznej przyrządów pomiarowych - tabela nr 1 załącznika 5 - strona 24. Tabela nr 2 załącznika 5 na stronie 26 określa terminy wykonania pierwszej legalizacji ponownej dla przyrządów wprowadzonych do obrotu lub użytkowania po dokonaniu oceny zgodności.

## Rodzaje legalizacji
- legalizacja pierwotna
- legalizacja jednostkowa
- legalizacja ponowna